# Verzache
Zach Farache, más conocido como Verzache (estilizado como verzache), es un cantante, compositor, productor e instrumentista originario de Toronto.
Su obra se define como música experimental, y oscila entre el rock alternativo, pop independiente y música Lo-Fi.

## Biografía
Farache inicia produciendo música electrónica en su adolescencia, y comienza a crear su propia música a finales de 2014. En una entrevista con Elevator Magazine, declara que comenzó con los softwares de música digital FL Studio y Logic Pro X, pero que actualmente utiliza Ableton Live 9. Su primer EP, D97, es publicado en 2016. En su EP se incluye la canción "Waiting For You" con el músico Swell, que terminaría siendo su tema más exitoso hasta la fecha. En 2018 y 2019, su popularidad aumenta con sencillos como  "Losing My Love," "Needs," y "No More”.   En marzo de 2020, uno de sus shows en Brooklyn es seleccionado como uno de los "12 Conciertos de Pop, Rock y Jazz que 'chequear' en Nueva York este fin de semana” en el periódico The New York Times.

## Discografía

### Álbumes
- My Head is a Moshpit (2021)
- Thought Pool (2018)

### EPs
- D97 (2016)

### Sencillos
- All I Need (2021)
- Look Away (2020)
- Calling (2020)
- Messed Up (2020)
- Life Inside (2020)
- Talk (2020)
- I Don't Wanna Be Nothin' (2019)
- Feeling That Feel (2019)
- Cable (2019)
- January (2019)
- No More (2018)
- Needs (2018)
- Losing My Love (2018)
- Attached (2017)
- Fix Me (2017)
- Conscious (2017)
- Juvenescence (2017)
- Prudent (2017)
- Ice Cream (2017)
- Hiccup (2017)
- The Loser (2016)
- French (2016)